# Cassipourea obtusa
Cassipourea obtusa är en tvåhjärtbladig växtart som beskrevs av Ignatz Urban. Cassipourea obtusa ingår i släktet Cassipourea, och familjen Rhizophoraceae. Inga underarter finns listade i Catalogue of Life.